# غارة سان نازير
غارة سان نازير أو عملية العربة هجوماً بريطانية برمائياً على رصيف Normandie الجاف في سان نازير في فرنسا التي احتلتها ألمانيا خلال الحرب العالمية الثانية. تم تنفيذ العملية من قبل البحرية الملكية وقوات الكوماندوز البريطانية تحت رعاية مقر العمليات المشتركة في 28 مارس 1942. تم استهداف سان نازير لأن فقدان رصيفها الجاف سيجبر أي سفينة حربية ألمانية كبيرة تحتاج إلى إصلاحات، مثل Tirpitz، والسفينة الشقيقة Bismarck، للعودة إلى المياه.
قامت المدمرة المتقادمة أتش أم أس Campbeltown، برفقة 18 طائرة صغيرة، القناة الإنجليزية إلى ساحل المحيط الأطلسي لفرنسا وتم صدمها في بوابات رصيف نورماندي. كانت السفينة مليئة بالمتفجرات المتأخرة، مخبأة جيدًا داخل صندوق من الصلب والخرسانة، تم تفجيرها في وقت لاحق من ذلك اليوم، مما أدى إلى توقف الرصيف عن العمل حتى عام 1948.
هبطت قوة من الكوماندوز لتدمير الآلات وغيرها من الهياكل. أغرقت طفايات المياه  الألمانية، أو أشعلت فيها النيران، أو ثبّتتها تقريبًا جميع الطائرات الصغيرة التي كانت تهدف إلى نقل قوات الكوماندوز إلى إنجلترا. حارب الكوماندوز في المدينة هربًا من البر، لكن الكثير منهم استسلموا عندما نفدوا من الذخيرة أو كانوا محاصرين بقوات الفيرماخت المدافعون عن سان نازير.
من بين 611 رجلاً قاموا بالغارة، عاد 228 إلى بريطانيا، وقتل 169 تم أخذ 215 أسير حرب. وشملت الخسائر الألمانية أكثر من 360 قتيلاً، قُتل بعضهم بعد الغارة عندما انفجرت كامبيلتاون.

### الحواشي
1. ↑  Sources differ on the numbers. In the ذا لندن غازيت account of the raid the Admiralty states there were 353 Royal Navy and 268 Commandos.[2]

### اقتباسات
1. ↑  Dorrian, p.114
2. ↑  "No. 38086". The London Gazette (Supplement). 30 سبتمبر 1947. ص. 4633–4640.